# Паутинник намазанный
Паути́нник нама́занный (лат. Cortinarius delibutus) — несъедобный гриб рода паутинник (лат. Cortinarius).

## Описание

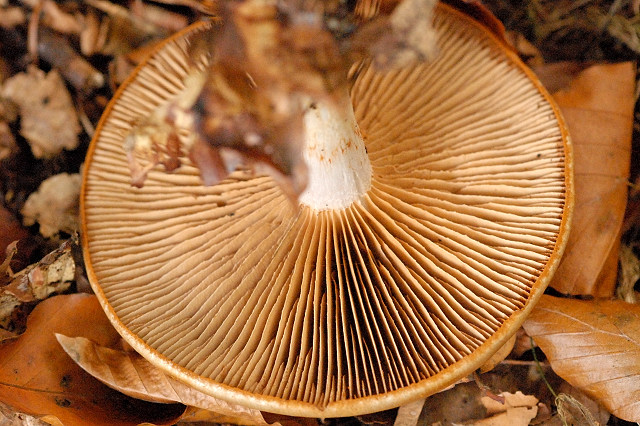
Пластинки паутинника намазанного

- Шляпка 3—9 см в диаметре, плоско-выпуклой формы, обычно слизистая, бледно- или ярко-желточно-жёлтая или охристо-жёлтая.
- Пластинки приросшие зубцом, частые, у молодых грибов голубовато-фиолетовые или бледно-охристые, со временем становятся бледно-коричневыми.
- Ножка 5—10×0,5—1,5 см, с булавовидным утолщением у основания, слизистая, беловатого или желтоватого цвета, в верхней части иногда голубовато-фиолетовая. У молодых грибов соединена со шляпкой кортиной.
- Мякоть довольно плотная, сначала бледно-голубовато-фиолетовая, затем становится беловатой или желтоватой. Запах и вкус отсутствуют.
- Споровый порошок ржаво-коричневый. Споры 8—10×7—7,5 мкм, широкоэллипсоидные или почти сферические, бородавчатые.

## Экология и ареал
Встречается в смешанных и хвойных лесах.
На территории России встречается в Мурманской и Ленинградской областях, Коми, Красноярском и Приморском краях, Бурятии, Татарстане и Чукотском автономном округе. В Европе произрастает в Австрии, Бельгии, Великобритании, Дании, Италии, Норвегии, Польше, Эстонии, Латвии, Белоруссии, Финляндии, Франции, Германии, Чехии, Словакии, Швейцарии и Швеции. Также встречается в Казахстане и США.